# Huayan
Huayan (Kwiatowa Girlanda; 華嚴 pinyin Huáyán; kor. Hwaeom 화엄; jap. 華厳宗 Kegon-shū; wiet. Hoa nghiêm) –  chińska szkoła buddyjska (chiń. zong 宗) odwołująca się do intelektu (tak jak i tiantai), powstała około VI wieku w Chinach (nie ma jej odpowiednika w Indiach). Szkoła ta rozwijała się w Chinach od lat 500. do połowy lat 800. Idee szkoły miały wielki wpływ na teorię i praktykę szkoły chan w Chinach.
Nauki szkoły zostały przeniesione do Korei, gdzie była znana jako Hwaŏm oraz do Japonii – Kegon-shū.

## Historia szkoły

### Powstanie szkoły
Szkoła powstała w związku z Sutrą Awatamsaka, potężnym dziełem, które wg legendy zostało wygłoszone przez Buddę natychmiast po jego oświeceniu. Ponieważ zawartość sutry była tak głęboka i zawiła, słuchacze niczego z niej nie zrozumieli, gdyż byli niezdolni do pojęcia jej filozoficznych implikacji. W związku z tym Budda zmienił taktykę i zaczął głosić prostsze sutry związane z hinajaną.
Pierwszym tekstem związanym z Sutrą Awatamsaką jest zapewne 1-zwojowa mała sutra przetłumaczona przez Lokakszemę jako Dousha jing pomiędzy 147 a 186 rokiem w Luoyangu.
Już wcześniej istniała w Chinach szkoła nazwana dilun, która wiązała się z komentarzem do rozdziału tej sutry poświęconemu dziesięciu etapom w rozwoju bodhisattwy. Znajdował się on w 8 zwoju (chiń. quan) z pierwszego 60-zwojowego tłumaczenia tej sutry na język chiński, dokonanego przez Buddhabhadrę w pomiędzy 30 kwietnia 418 a 5 lutego 420 r. w klasztorze Daochang w Yangzhou. Jeszcze wcześniej, bo pomiędzy 388 a 407 r., powstało tłumaczenie tylko części zatytułowanej „Gandavyūha” dokonane przez Shengjiana w Henan Guo. Ta sama część tekstu została ponownie przetłumaczona w 685 r. przez Diwakarę w klasztorze Xitai. Kolejne, tym razem 80-zwojowe, tłumaczenie pojawiło się w VIII wieku i było dziełem Śikszanandy wykonanym w klasztorze Foshouji w Luoyangu pomiędzy 695 a 5 listopada 699. Trzecim tłumaczeniem był 40-zwojowy przekład Pradźni dokonany pomiędzy 795 a 16 marca 798. Ten ostatni przekład zasadniczo składa się tylko z części zatytułowanej „Gandavyūha”, która opisuje wędrówki Sudhany od jednego nauczyciela do drugiego w poszukiwaniu prawdy.

### Patriarchowie i ważni nauczyciele

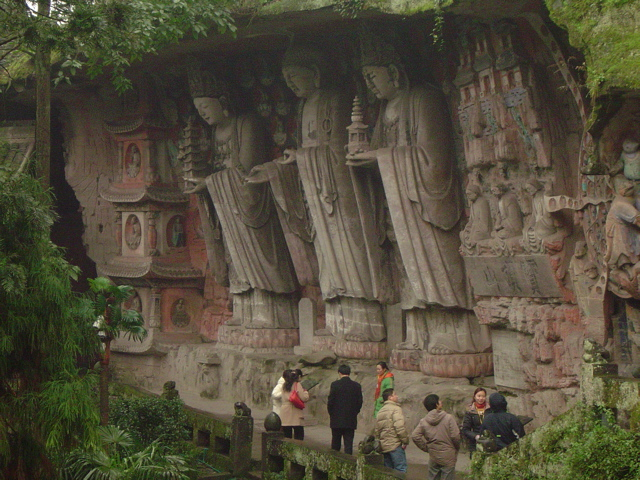
Trójca czcigodnych huayan. Rzeźba na skale Dazu na górze Baoding

W tradycji huayan utrzymuje się przekonanie, że Dixin Dushun (557-640, 帝心杜順) (znany także jako Fashun) był pierwszym patriarchą huayan i gdy podjął nauczanie, wyznawcy dilun masowo zostali jego uczniami. Jego uczniem od 12 roku życia był Zhiyan, którego Dushun wziął do klasztoru Zhixiang i przekazał jego edukację swojemu starszemu uczniowi.
Za drugiego patriarchę uchodzi Yunhua Zhiyan (602-668, 智儼). Z klasztoru Yunhua uczynił platformę do wygłaszania mów na temat Sutry Awatamsaki. W wieku 26 lat napisał szeroki komentarz do sutry Souxuan ji (pol. Dociekliwe zapiski o głębokościach [„Sutry Awatamsaki”]. Następnie porzucił wspólnotę klasztorną i udał się na wędrówkę po Chinach. Prawie nic nie wiadomo o jego trzydziestu następnych latach. Ponownie pojawił się dopiero pod koniec swojego życia. Koniec jego życia przyniósł mu uznanie. W ciągu ostatnich dziesięciu lat swojego życia napisał dwie swoje najważniejsze prace: Wushi yao wenda (pol. Pięćdziesiąt zasadniczych pytań i odpowiedzi) oraz Kongmu zhang (Różności huayan).
Jego uczniem był Xianshou Fazang (643-712, (賢首法藏), który jest uznawany a trzeciego patriarchę szkoły. Fazang studiował u Zhiyana do 628 r. Jest także czczony jako właściwy założyciel szkoły, gdyż usystematyzował jej doktryny. Za jego życia szkoła ta cieszyła się wielką popularnością. Sam Fazang cieszył się wsparciem ze strony cesarzowej Wu Zetian.
Czwartym patriarchą jest Qingliang Chengguan (738-839, 澄觀).
Piątym patriarchą szkoły jest Guifeng Zongmi (780-841, 圭峰宗密). Guifeng jest równocześnie 11 patriarchą chanu w swojej linii.
Bardzo ważną postacią dla rozwoju szkoły był Li Tongxuan (李通玄, 635?-730). Jego praca Huayan lun (華嚴論) była bardzo popularnym i długim komentarzem do sutry.

### Dzieje szkoły

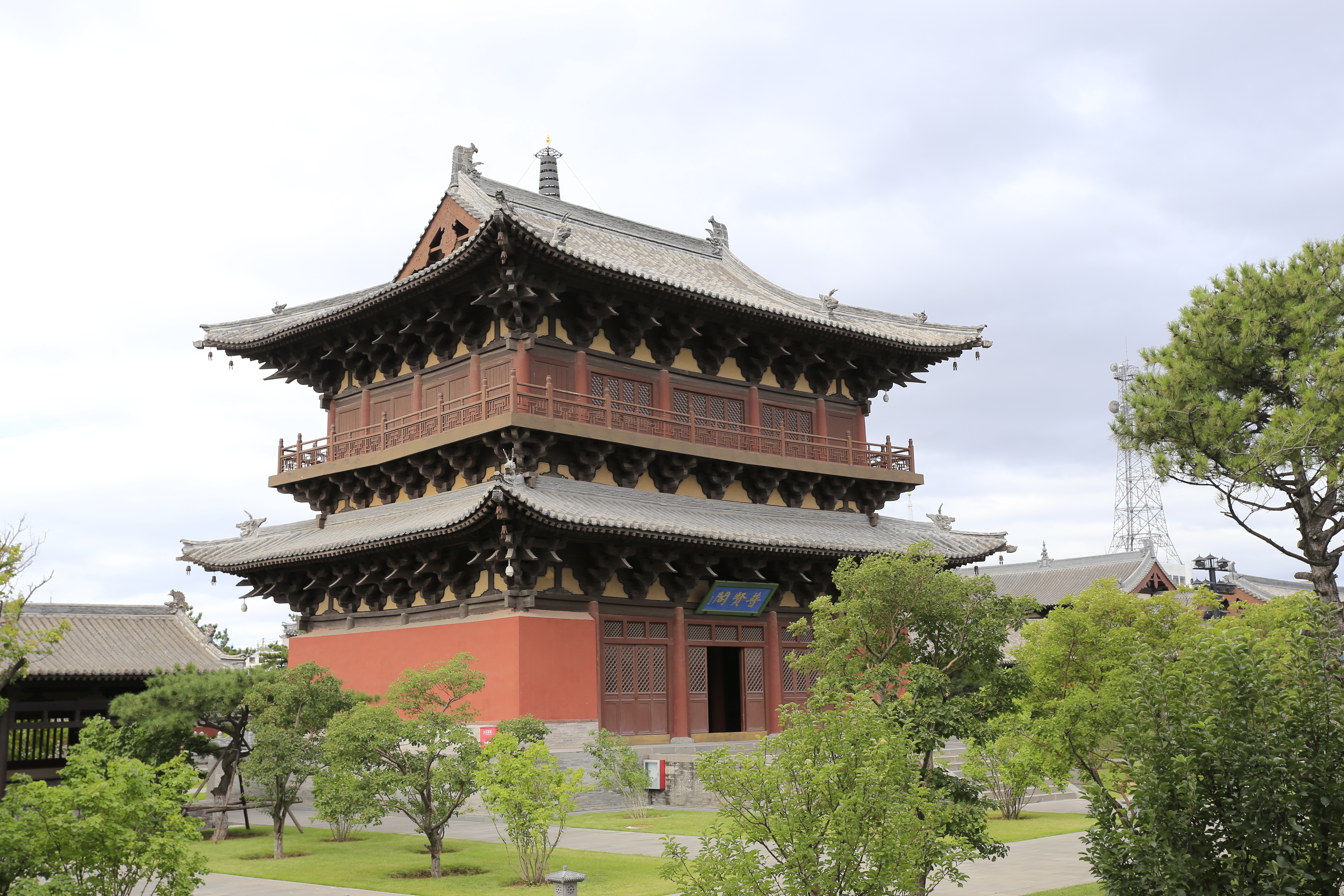
Fragment klasztoru Huayan w Datong

Historię tej szkoły tworzy się zazwyczaj opisując działalność jej pięciu patriarchów.
Na powstanie szkoły największy wpływ miało przetłumaczenie na j. chiński sutry przez Buddhabhadrę w latach 418-420. Sutra ta cieszyła się wielkim powodzeniem, w związku z tym wywarła również olbrzymi wpływ na społeczność buddyjską. W związku z nią zaczęły powstawać działania o charakterze kultowym, w tym rytuały religijne, festiwale wegetariańskie, śpiewy, kopiowanie sutry itp. Tekst ten wpłynął również na wyobraźnię artystów, bowiem rozpoczęto tworzenie rzeźb i malowideł przedstawiających kosmicznego buddę sutry - Wajroczanę znanego także jako Mahawajroczana, Budda Wielkiego Oświecenia.
Twórcą podstaw szkoły był Dixin Dushun. Jego praca Fajie guanmen (chiń. 法界觀門, Wgląd w dharmadhatu) wywarła olbrzymi wpływ na późniejszy rozwój szkoły. Wprowadził nowe pojęcia: zasadę (noumen) (chiń. li) oraz fenomen (chiń. shi). Również odszedł od negatywnych implikacji nauk o pustce (skr. Śunjata) odziedziczonych z buddyzmu indyjskiego. Zastąpił „pustkę” przez „zasadę”, a „formę” przez „fenomen”. Był to wyraźny krok w ewolucji pojęcia pustki w kierunku bardziej afirmującego dialogu. Dushun objaśniał te trzy „wnikliwości” przy pomocy „dziesięciu bram”. Oba te terminy (li i shi) zyskały w późniejszej myśli huayan rangę podstawowych pojęć.
Uczeń Dushuna Zhiyan (602-668) przejął po swoim nauczycielu owe „trzy wnikliwości”, które wyjaśniał przy pomocy „dziesięciu głębokości” czy też „gruntowności” (chiń. shixuan), które z kolei wykorzystał Fazang (643-712), aby opisać zawartość oświecenia Buddy. Z kolei Chengguan (738-839) wykorzystał „dziesięć gruntowności” jako przykład charakterystycznej dla huayan nauki o niepowstrzymanym wzajemnym przenikaniu się fenomenów (chiń. shishi wu’ai). Dzięki jego działalności - jego nauczaniu i komentarzom do sutry - szkoła cieszyła się wówczas olbrzymią popularnością. W 796 r. został zaproszony przez cesarza Dezonga do Chang’anu, gdzie wziął udział w nowym tłumaczeniu sutry przez Pradźnię.
Zasadniczo do patriarchy szkoły tiantai Zhanrana (711-782), szkoła huayan była uważana za najwyższe i najbardziej logicznie zaawansowane wyrażenie buddyjskiej filozofii. Działalność Zharana wypromowała szkołę tiantai na najwyższą pozycję.
Aby prawidłowo zobaczyć historię szkoły huayan, trzeba podkreślić, że zasadniczo do mniej więcej połowy VIII wieku „szkoła huayan” (chiń. huayan zong) i jej linia przekazu w ogóle nie istniały. Sutra Awatamsaki była tekstem czytanym przez wielu buddystów, w tym mistrzów chan, i wszyscy wyciągali z niej takie idee, które wspierały ich własne cele i dążenia. To, co nazywamy szkołą huayan ukształtowało się dopiero w VIII wieku. Wyszukano wtedy osoby szczególnie związane z pewną wykładnią idei sutry i stworzono zestaw patriarchów. Te działania miały charakter ekskluzywny, nie zdecydowano się włączyć do linii przekazu dawnych mnichów związanych z tą sutrą.
Kojma Taizan - badacz japoński - twierdzi, że istniały dwa odłamy szkoły, które powstały w dwu miejscach szczególnie związanych z historią szkoły: były to góry Zhongnan (obok Chang’anu) i Wutai. Mnisi z góry Wutai podkreślali powstanie natury i brak przeszkód pomiędzy zasadą i fenomenem, natomiast mnisi z góry Zhongnan podkreślali brak przeszkód między fenomenami. Zhiyan i Fazang należeli do odłamu Zhongnan. Obie tradycje zostały połączone przez Chengguana, który przebywał zarówno na Zhongnan jak i Wutai.
W 808 r. rozpoczął wykłady o sutrze w Luoyangu piąty patriarcha szkoły - Zongmi (780-841). Chociaż był patriarchą tej szkoły, nigdy nie godził się na podporządkowanie szkoły chan szkole huayan. Poddał gruntownej rewizji pogląd szkoły huayan na temat „nagłych nauk”, który podporządkowywał chan, i wprowadził nowe pojęcie „nagłości”, które chan wyzwalało.
Olbrzymim ciosem dla szkoły stał się okres 840-846, w którym doszło do olbrzymich prześladowań buddyzmu zapoczątkowanych przez dekret cesarza Wuzonga, w którym ogłosił, że wszelkie obce religie muszą zniknąć z chiń.. Zniszczono wtedy około 45000 klasztorów. Buddyzm chiński właściwie nie podniósł się po tym uderzeniu, chociaż szkoła chan i Szkoła Czystej Krainy wyszły praktycznie bez większych strat. Szkoła huayan zależała niemal całkowicie od rządowych dotacji, więc ta wielka tradycja załamała się po prześladowaniach i szkoła ta zasadniczo zniknęła z terenu chiń.
W pewnej mierze szkoła ta ożywiła się pod wpływem neokonfucjanistów po XI wieku w okresie Song. Działali wtedy tacy przedstawiciele szkoły jak Daoting, Shihui, Xidi i Guanfu. Jednak głównie zajmowali się komentowaniem prac patriarchów, niż wytyczaniem nowych dróg dla rozwoju szkoły huayan.
Renesans buddyzmu na przełomie XVI i XVII w. zaczął się od odrodzenia szkół doktrynalnych, takich jak tiantai, huayan i faxiang. W okresie Ming rząd zaczął wspierać publiczne wykłady wygłaszane przez uczonych mnichów, którzy przechowali w publicznych klasztorach egzegetyczne tradycje tekstów buddyjskich. Mnisi zaczęli masowo brać udział w wykładach poświęconych takim tekstom jak Sutra Awatamsaki, Sutra lotosu, Lankavatara czy Sutra Serca. Pojawili się wówczas tacy mnisi związani z tradycją huayan jak Kongyin Zhencheng (1547-1617), Yijiang Zhenfeng (1501-1572), Xifeng Shen i Shou’an Zhong. Wszyscy oni studiowali w Pekinie. Z kolei mnich Lu’an Putai z klasztoru Da Xinglong, chociaż był skupiony na naukach huayan, studiował również doktrynę faxiang u Cao’ana Weng’ao. Uczniem Lu’ana (Lushana) w Pekinie był Wuji Mingxin (1512-1574), który powrócił potem do klasztoru Bao’en w Nankinie, gdzie jego najlepszymi uczniami stali się Hanshan Deqing i Xuelang Hong’en (1545-1608).
Xuelang stał się później najsłynniejszym mistrzem chan w rejonie Jiangnanu, specjalizującym się w doktrynie huayan (ale promował także nauki szkoły faxiang). Zestawił on osiem zasadniczych tekstów szkoły faxiang i wydał jako Xiangzong bayao (Osiem zasadniczych tekstów jogaczary), które ożywiły studia nad tą nieistniejącą już szkołą. Był czczony jako patriarcha, który zrewitalizował szkołę huayan. Jego nauki były kontynuowane przez takich uczniów jak Yiyu Tongrun (1565-1624), Cangxue Duche (1588-1656), Tairu Minghe (1588-1640) i Gaoyuan Mingyu.
Nastąpiło także duże zainteresowanie naukami szkoły wśród intelektualistów tego okresu. Mniej jednak ich zajmowały nauki i komentarze napisane przez patriarchę szkoły Fazanga, a głównym ich zainteresowaniem cieszył się pustelnik Li Tongxuan (640-740), a zwłaszcza jego praca Huayan helun (Wyjaśnienie huayan porównane z pismem [sutrą])
Tradycja huayan kontynuowana była także w okresie Qing. Działali wtedy tacy nauczyciele jak Baiting Xufa (1641-1728) i Datian Tongli (1701-1782)
W okresie republikańskim i po nim, takie szkoły jak tiantai, jogaczara i huayan często grupowały się razem pod ogólną nazwą „szkół doktrynalnych” (chiń. jiaomen). Zwrócono na nie większą uwagę nie tylko dlatego, że ich teksty zostały włączone w plany i praktyki naukowe różnych seminariów, ale także dlatego, iż ich orędownikami byli wybitni mnisi. Doktryna Awatamsaki była wyjaśniana przez co najmniej trzech tak wybitnych mnichów jak: Yuexia, Yingci i Cizhou. Jeździli on po całych Chinach z wykładami. Yuexia założył nawet krótkotrwały Uniwersytet Awatamsaki w Szanghaju. Z powodu szacunku do tradycji, studenci łączyli studiowanie tej sutry z praktyką chan.
Naukowe podejście do świata znalazło żywy oddźwięk wśród szkół doktrynalnych, które zaczęły rozwijać buddyjski rodzaj naukowego podejścia do świata.
We współczesnych Chinach kilka klasztorów określa się jako huayan (lub xianshou). Wiadomo, że klasztor szkoły na górze Zhongnan został zrujnowany w okresie Qing i obecnie składa się z jednego budynku, w którym mieszka opat wraz z uczniami. O wspaniałej historii tego miejsca przypominają odrestaurowane stupy Dushuna i Chengguana. W planach opata jest rekonstrukcja słynnego Pawilonu Luster, który wybudował Fazang, aby cesarzowej Wu Zetian wytłumaczyć istotę Sutry Awatamsaki. Być może szkoła huayan nie narodziła się w klasztorze Huayan, a w klasztorze Zhixiang na Zhongnan.

## Doktryna

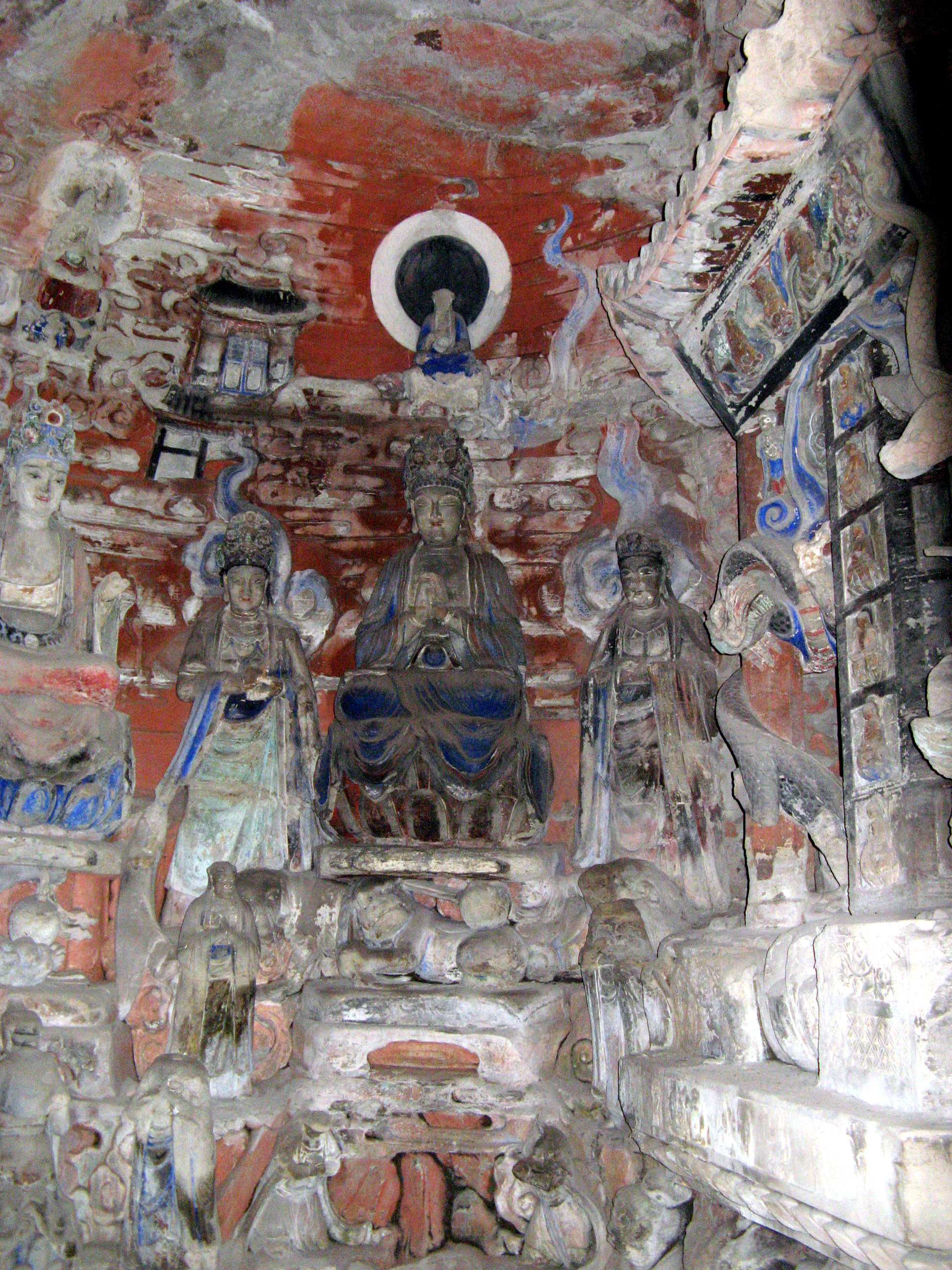
Triada Wajroczany (skała Dazu)

Podstawowa nauka huayan skupia się na teorii przyczynowości zgodnie z uniwersalną zasadą czyli Dharmadhātu. Według niej wszystkie dharmy we wszechświecie powstały równocześnie, czyli - inaczej to ujmując - nastąpiło stworzenie wszechświata przez sam wszechświat. Według nauk huayan - wszystkie dharmy są puste. Ta pustość ma dwa aspekty: statyczny, czyli zasada lub noumen oraz - dynamiczny, czyli fenomen. Z tego wyprowadzono dwa wnioski, będące podstawowymi stanowiskami szkoły:
- 1. zasada (noumen) (chiń. li) i fenomen (chiń. shi) wzajemnie i niepowstrzymanie się przenikają. Odpowiada to w pewnym stopniu zasadzie zależnego powstawania: żadna rzecz, konkretna lub abstrakcyjna, światowa lub transcendentalna, nie istnieje niezależnie lub oddzielnie, lecz wszystkie rzeczy, aby mogły istnieć i funkcjonować, zależą od siebie. Ma to związek z doktryną pustki (sans. śunjata). Jednak myśliciele szkoły huayan poszli o krok dalej wprowadzając trzy wyrażenia:

jednoczesne wzajemne powstawanie
wzajemne przenikanie = jednoczesne wzajemne wchodzenie
jednoczesne wzajemne zawieranie
- 2. wszystkie fenomeny są wzajemnie tożsame z innym fenomenem. Tu można zacytować fragment Sutry Serca: „forma jest pustką, pustka jest formą”.

Te główne zasady szkoły zostały opisane przez Fazanga w Eseju o Złotym Smoku. Tekst ten powstał po spotkaniu z cesarzową Wu Zetian, która nie potrafiła zrozumieć trudniejszych aspektów tej teorii i Fazang musiał to jej zademonstrować, co wykonał wskazując na posąg złotego lwa, a później to wszystko opisał. Złoto reprezentowało noumen (li), a lew - fenomen (shi).
Aby zilustrować wzajemne przenikanie i wzajemną tożsamość wszystkich dharm (fenomenów) Fazang stwierdził, że różne organy lwa są brane za całego lwa za pomocą złota, a więc każdy organ jest utożsamiany z innym organem. Zatem w każdym z organów lwa jest obecny cały złoty lew, a złoty lew jest także nawet w złotym włosie lwa.
- Zgodnie z tą teorią wszystkie fenomeny (shi) są manifestacją noumenu (li), a więc każdy indywidualny fenomen zawiera każdy inny fenomen. W 5 rozdziale Song gaoseng chuan opisano sytuację, w której uczeń nie zrozumiał wyjaśnień Fazanga, więc ten zademonstrował mu to przy pomocy 10 luster, z których osiem ustawił na 8 kierunkach kompasu i po jednym na górze i dole. W środku umieścił Buddę oświetlonego pochodnią. Uczeń zobaczył, że nie tylko figura Buddy odbijała się w lustrach, ale także figura Buddy w każdym lustrze odbijała się w innych lustrach. A nawet więcej, gdyż pomnożone obrazy figury Buddy odbite w każdym, były także odbite we wszystkich innych lustrach. Było to jak „sieć Indry” z siecią diamentów, które nie tylko odbijały obrazy każdego innego diamentu, ale także mnożyły obrazy w innych diamentach[22].

### Filozofia czterech dharmadhatu

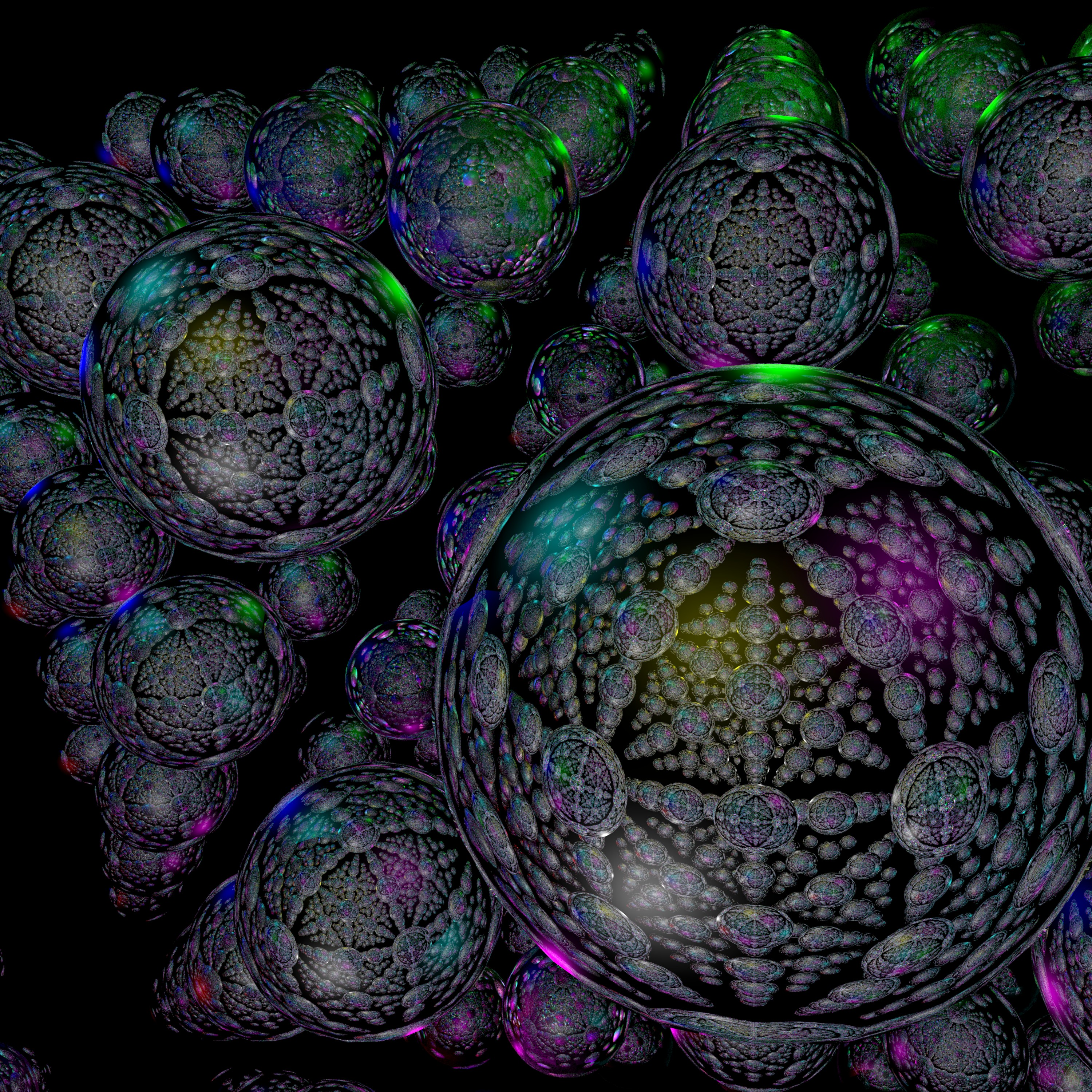
Sieć Indry

Teoria czterech dharmadhatu (chiń. sifajie, 四法界) została wprowadzona jeszcze przez Dushuna w jego traktacie O medytacji dharmadhatu. Obszar, w którym „li” i „shi” są postrzegane jako nierozdzielna jedność, to „dharmadhatu”.
- 1. Dharmadhatu „shi” (事, obszar zjawisk lub zdarzeń)

Jest to obszar zjawisk, w którym wszystkie rzeczy postrzegane są jako oddzielne i różne obiekty lub zdarzenia: rzeka płynie, drzewo rośnie, ptak frunie, lód jest zimny itd. Wszelkie różnorodne zjawiska pojawiające się w świecie empirycznym należą do tego obszaru. Rzeczy i zdarzenia są tu postrzegane jako odrębne i niezależne obiekty.
- 2. Dharmadhatu „li” (理, obszar noumenu czyli zasad)

W tym obszarze postrzegane są tylko abstrakcyjne zasady leżące u podłoża zjawisk i immanentna rzeczywistość (skt. tathata), która podtrzymuje wszystkie dharmy. Znajduje się on poza percepcją zmysłową i uchwycić go można wyłącznie przy pomocy intelektu lub intuicji. Do tej kategorii należą wszystkie zasady i prawa, które dyktują zdarzenia w świecie zjawisk. Z wszystkich „li” filozofowie huayan wzięli pod uwagę raczej ostateczne „li”, czyli tathatę (takość) interpretowaną - zgodnie z absolutystycznymi tendencjami występującymi w różnych okresach w buddyzmie - albo jako uniwersalny Jeden Umysł (chiń. yixin) albo jako pustka (chiń. kong). Ponieważ myśliciele huayan nie dokonali wyraźnych rozróżnień pomiędzy różnymi „li” (np. „li”, które dyktuje ruch obiektów fizycznych nie zostało wyraźnie odróżnione od ostatecznego „li” tathaty), trzeba pojmować „li” jako wszystko obejmującą i wielostronną zasadę, fundamentalną dla całego istnienia, której treści jednak nie można określić
Dharmadhatu „shi” i dharmadhatu „li” nie można traktować jako dwóch odrębnych obszarów. Nie są oddzielne i są wzajemnie zależne tworząc jednolitą całość. By można je było opisać, wymieniono je powyżej jako dwa odrębne obszary.
- 3. Dharmadhatu wolności od przeszkód między „li” i „shi” (lishi wu’ai, 理事無礙, obszar zasady i zdarzeń w całkowitej wolności i stopieniu)

Obszar, w którym „li” i „shi” postrzegane są jako nierozdzielna jedność. Konkretne zdarzenie („shi”) widziane jest jako wyraz jakiejś abstrakcyjnej zasady („li”), a zasada („li”) - jako świadectwo przejawiającego się zdarzenia („shi”). Każde zdarzenie („shi”) jest zawsze wyrazem jakiejś podstawowej zasady („li”) i vice versa. „Li” i „shi” są nie tylko nierozdzielne i wzajemnie się przenikają, lecz są również całkowicie identyczne (lub niedualne - skt. adwaja). Nazywane to jest wolnością od przeszkód między „li” i „shi”, co można wyrazić słowami Sutry Serca: „forma (shi) jest pustką (li), a pustka jest formą”.
Dushun przedstawił dziesięć zasad ilustrujących zarówno połączenie, jak i rozdzielenie „li” i „shi”, ich współistnienie i wygaszenie, ich współpracę i konflikt.
1. Zasada, że „li” musi obejmować „shi”
2. Zasada, że „shi” musi obejmować „li”
3. Tworzenie „shi” musi się opierać na „li”
4. Poprzez „shi” uwidacznia się „li”
5. „Li” anuluje „shi”
6. „Shi” może ukryć „li”
7. Prawdziwe „li” jest „shi”
8. Rzeczy i zdarzenia („shi-fa”) są „li”
9. Prawdziwe „li” nie jest „shi”
10. Rzeczy i zdarzenia („shi-fa”) nie są „li”
- 4. Dharmadhatu wolności od przeszkód między „shi” i „shi” (shishi wu’ai, 事事無礙, obszar zdarzeń i zdarzeń w całkowitej wolności i stopieniu)

Tak naprawdę trzy powyższe dharmadhatu są tylko pomocniczymi wyjaśnienieniami. Ich celem jest doprowadzić do czwartego dharmadhatu - „shishi wu’ai (fajie)”, które jest ostatecznym i jedynym dharmadhatu, jakie naprawdę istnieje. W jego wymiarze, bez udziału „li”, każde pojedyncze „shi” wchodzi we wszystkie pozostałe „shi” i stapia się z nimi w doskonałej wolności. Zarówno Fazang jak i Zhiyan objaśniali wolność od przeszkód między „shi” i „shi” posługując się zestawem dziesięciu wolności od przeszkód lub dziesięciu tajemnic.
Całkowita wolność totalności bez przeszkód (czyli „shishi wu’ai”) jest zasadniczo rozwinięciem podstawowej zasady wzajemnej identyczności. Oto szczegółowy zestaw dziesięciu wolności od przeszkód:
1. Wolność od przeszkody natury i formy
2. Wolność od przeszkody bezmiernego i znikomego
3. Wolność od przeszkody jednego i wielu
4. Wolność od przeszkody wzajemnego przenikania
5. Wolność od przeszkody wzajemnej identyczności
6. Wolność od przeszkody ukrytego i ukazanego
7. Wolność od przeszkody rzeczy subtelnych
8. Wolność od przeszkody sieci Indry
9. Wolność od przeszkody dziesięciu czasów
10. Wolność od przeszkody gospodarza i gościa
W innym ujęciu, jako dziesięć tajemnic:
1. Tajemnica jednoczesnej całkowitości i wzajemnej zgodności
2. Tajemnica wolności od przeszkód bezmiernego i znikomego
3. Tajemnica wzajemnej zgodności jednego i wielu w różnicach
4. Tajemnica wzajemnej identyczności wszystkich dharm w wolności
5. Tajemnica ukazania i ukrycia w sekrecie
6. Tajemnica wzajemnego zawierania rzeczy subtelnych
7. Tajemnica obszaru sieci Indry
8. Tajemnica manifestowania prawdy przy pomocy zjawisk
9. Tajemnica różnych form zjawiskowych dziesięciu czasów
10. Tajemnica doskonale oświecającego gospodarza i gościa
Harmonijne połączenie sześciu form (chiń.”liuxiang yuanrong”, 六相 員螎)
Jest to zasadniczo inny sposób wyjaśniania podstawowych zasad wzajemnego wchodzenia i wzajemnej identyczności poprzez badanie wzajemnej zależności trzech par przeciwieństw:
- całości i różnorodności (chiń. „zongxiang” 相 i „biexiang” 相)
- uniwersalności i indywidualności (chiń. „tongxiang” i „yixiang”
- formowania i dezintegracji (chiń. „zhenxiang” 相 i „huaixiang” 相[27]

W swoim traktacie „O złotym lwie” Fazang podkreśla, że każdy składnik tych par przeciwieństw nie może być traktowany jako istniejący niezależnie, w izolacji (skt. swabhawa). Gdyby nie było zróżnicowania, indywidualności i dezintegracji, nie byłoby całości, uniwersalności i formowania. Znaczenie i istnienie każdego składnika antytezy zależy od innego składnika. Powinno się je badać z całościowego i organicznego punktu widzenia, którego ilustracją jest koncepcja huayan o wzajemnym przenikaniu i wzajemnej identyczności. Analogiczną koncepcję wzajemnej identyczności formy i pustki spotykamy w Sutrze serca. Zasadniczo więc „liuxiang yuanrong” jest tylko rozwinięciem tej samej obserwacji poczynionej w literaturze pradźniaparamity.

### Doktryna Tylko-Umysłu
W swojej pracy Wprowadzenie do huayan patriarcha Chengguan napisał: „Ponieważ wszystkie rzeczy są jedynie przejawami Umysłu, wszystkie dharmy mogą stapiać się całkowicie w obszarze totalności”. I następnie to komentuje: „To znaczy, że wszystkie rzeczy są projektowane przez Prawdziwy Umysł. Tak jak woda w wielkim oceanie z jego całym ciałem ukazuje się jako fale, tak samo małe i duże formy rzeczy są przekształcane przez Umysł; jest to możliwe dzięki temu, że wszystkie dharmy są identyczne z Jednym Umysłem. Stąd, jeśli umysł wejdzie w obszar wolności od przeszkód, to samo stanie się z wszystkimi dharmami”.
Jest to zastosowanie doktryny tylko-umysłu w celu wykazania słuszności zasady dharmadhatu. Doktryna tylko-umysłu była bardzo eksponowana w dziełach i wypowiedziach mistrzów huayan, więc część badaczy uważała, że nauka szkoły huayan opiera się na filozofii idealizmu. W rzeczywistości cała doktryna huayan składa się trzech, równie doniosłych, filozofii - pustki, totalności i tylko-umysłu. I to nie filozofia tylko-umysłu odgrywa najważniejszą rolę, ale filozofia pustki (śunjaty). Jest to zrozumiałe, gdyż totalność huayan może istnieć bez doktryny tylko-umysłu, ale nie bez wsparcia śunjaty.
W najważniejszej pracy szkoły huayan, czyli traktacie Dushuna O medytacji dharmadhatu, w ogóle nie ma żadnej wzmianki o doktrynie tylko-umysłu, a na samym początku autor wprowadził zasady prawdziwej pustki. Dlatego wiadomo, że totalność huayan może być przedstawiona przy pomocy samej zasady śunjaty, bez uciekania się do zasad tylko-umysłu.
Jednak doktryna tylko-umysłu jest istotna. Idea, iż obiektywny świat jest jedynie projekcją Umysłu, że poza Umysłem Uniwersalnym nic naprawdę nie istnieje, że rzeczywistość można odkryć w swoim własnym Umyśle, że wszelkie wartości i znaczenia istnieją jedynie w Umyśle, że przekształcenie własnego umysłu prowadzi do wyzwolenia i oświecenia - utrzymywane jest przez wiele tradycji buddyjskich, a zwłaszcza przez tradycję mahajany. Traktują o tej doktrynie takie teksty jak Sutra Lankavatara, Przebudzenie wiary oraz liczne wypowiedzi mistrzów zen. Aprobata większości buddyjskich mędrców dla doktryny tylko-umysłu wynikała przede wszystkim z przekonania opartego na ich własnym doświadczeniu, a nie na spekulatywnej filozofii. Doktryna ta wyniknęła z próby wyjaśnienia i racjonalnego uzasadnienia religijnego doświadczenia i wglądu.
Z doktryną tylko-umysłu wiążą się takie pojęcia jak „alaja” i „totalność”.
- Alaja (świadomość magazynująca, także alajawidźniana)

Alaja w tradycji jogaczary była formą radykalnego idealizmu, idącego dalej niż Berkeleyowski Wszechobecny Duch czy Bóg podtrzymujący „obiektywny świat”, gdyż świat fizyczny, będący projekcją alaji, może zostać przekształcony, jeśli przekształcona zostanie sama alaja. Filozofia huayan wyróżniała się tym, że wprowadziła podejście całościowe. Literatura pradźniaparamity i madhjamiki przekazała podstawową doktrynę śunjaty, lecz jedynie w huayan znajdujemy totalną pustkę w pełnym zakresie i w całkowicie nowym ujęciu. To wgląd mistrzów huayan ukazał działanie dharmadhatu „shishi wu’ai”, które nie jest niczym innym, jak kosmicznym dramatem ukazywanym przez totalną pustkę. W doktrynie huayan widać nie tylko prawdę pustki w innej perspektywie, ale także każdą buddyjską naukę, łącznie z doktrynami karmy, bodhićitty i tylko-umysłu. W systemie jogaczary doktryna tylko-umysłu utrzymuje jedynie, że świat materialny jest projekcją naszego Umysłu. Natomiast myśliciele huayan dotarli do punktu obustronnej projekcji wzajemnego zawierania.

## Klasyfikacja nauk Buddy
Podobnie jak tradycja tiantai, tak i huayan sklasyfikował nauki Buddy zgodnie z ich naturą. Jednak do poczwórnego zestawu tiantai: „pitaka”, powszechne/zwykłe, szczególne i doskonałe, myśliciele huayan dodali piąty element - nauki nagłe. Miało to olbrzymie znacznie dla teoretycznej i praktycznej podpory dla kształtującej się szkoły chan, która ostatecznie wchłonęła nauki huayan.
1. Nauki śrawaków lub słuchaczy. Twory przyczynowości nie mają swojej własnej substancji. To odnosi się do nauk hinajany, które znajdują się w agamach i odrzucają istnienie osoby, ale przyznają istnienie dharmom.
2. Podstawowa doktryna Wielkiego Pojazdu (mahajany). Wszystkie rzeczy, które zaczęły istnieć z powodu przyczynowości, nie mają własnej natury, są zatem puste. Do tej kategorii należą doktryny szkoły faxiang (jogaczary) i sanlun (Szkoła Trzech Traktatów, madhjamika). Nie przyznają obecności natury Buddy we wszystkich odczuwających istotach.
3. Ostateczna doktryna Wielkiego Pojazdu. Zapewnienie, że chociaż istnieje tylko pustka i wszystkie dharmy są z natury iluzoryczne, to także faktyczne jest iluzoryczne istnienie (uwarunkowane). Należy tu szkoła tiantai.
4. Nagła/natychmiastowa doktryna Wielkiego Pojazdu. Oświecenie osiąga się nagle; nie ma potrzeby studiowania świętych ksiąg, czy też praktykowania religijnej dyscypliny itd. Dwie koncepcje: pustki i istnienia, są wyeliminowane, więc żadna z nich nie wpływa na umysł, który zrelaksowany przebywa w nieprzywiązaniu. Szkoła chan (jap. zen).
5. „Okrągła doktryna”, doskonałe nauki Wielkiego Pojazdu. 10000 rzeczy fenomenalnego świata reprezentuje absolutny umysł czyli noumen. Jedno jest wszystkim, wszystko jest jednym. Szkoła huayan.

## Praktyka
Nagłe nauki
Jedną z głównych biegunowości w systemie panjiao (klasyfikacji doktryn buddyjskich) był problem „nagłego” i „stopniowego”. Chińscy badacze buddyjscy znaleźli te terminy w Lankawatarze, indyjskiej sutrze. Mimo tego nigdy nie były one częścią jakiegoś dyskursu w Indiach, ani nawet nie stały się częścią indyjskiego buddyjskiego hermeneutycznego słownika. Natomiast w Chinach stały się te pojęcia częścią buddyjskich rozmów i kontrowersji. Kategoria „nagłych nauk” odrzuciła wszystkie tzw. „zręczne środki” (skr. upāya), aby ujawnić ostateczną prawdę bezpośrednio, podczas gdy dla „stopniowych nauk” użycie „zręcznych środków” było konieczne, aby móc stopniowo dochodzić do ostatecznej prawdy.
Kategoria „nagłych nauk” była związana z Sutrą Awatamsaki, a szkoła huayan opierała się właśnie na tej sutrze. Natomiast Sutra lotosu była wręcz zbiorem „zręcznych środków”, a więc reprezentowała „nauki stopniowe” - przynajmniej dla członków szkoły huayan.
W swoim systemie klasyfikacji nauk Zhiyan tradycyjnie zaliczył  Sutrę Awatamsaki do kategorii „nagłych nauk”. Natomiast Fazang zerwał więź łączącą tę sutrę z „nagłymi naukami”. Zrobił to po to, aby zaakcentować całkowicie unikatowy status tej sutry, którą on utożsamił całkowicie z doskonałymi naukami. Oderwanie „nagłych nauk” od sutry było związane z jego jakościowym rozróżnieniem pomiędzy naukami zwykłymi/ogólnymi, a naukami oddzielnymi/odrębnymi (zobacz: klasyfikacja nauk u Yunhua Zhiyana).
To podejście Fazanga spowodowało przyszłe problemy w rozwijającej się tradycji szkoły. Pozycja „nagłych nauk” pozostała problematyczna dla uczonych mnichów huayan przez cały okres panowania Tangów. Huiyuan - uczeń Fazanga - skrytykował swojego nauczyciela za takie potraktowanie nagłych nauk, które było przeciwne zasadom, według których Fazang sklasyfikował pozostałe nauki w systemie pięciu kategorii. Opracował więc swój schemat, który składał się z czterech kategorii i całkowicie pomijał nagłe nauki. Z kolei Chengguan zaatakował Huiyuana za to pominięcie i bronił klasyfikacji Fazanga  utożsamiając z nagłymi naukami szkołę chan (o której Fazang mógł jeszcze nic nie wiedzieć). Nadał przy tym nagłym naukom nowe znaczenie. Jasne jest, że Zongmi nie mógł zaakceptować stanowiska Chengguana, gdyż ono podporządkowywało chan szkole huayan. Dlatego zaczął uzasadniać, że termin „nagłe” wcale nie odnosi się do szczególnych nauk Buddy, a raczej do szczególnego sposobu w jaki Budda nauczał. Dlatego w swojej klasyfikacji nauk, Zongmi w ogóle pominął „nagłe nauki”, bo konsekwentnie dla niego nie istniały.
To, że huayan faworyzowało „nagłe nauki” nie wynikało tylko z tego, że „natura Buddy”, „jeden umysł”, jest już obecna, czysta i promieniująca, i nieskażona, we wszystkich odczuwających istotach, ale też z powodu doktryny huayan o identyczności i wzajemnym się przenikaniu, co pociągnęło za sobą logiczne stanowisko, że „stan Buddy” jest już obecny na pierwszym stopniu drogi bodhisattwy do oświecenia. Fazang napisał: „Na każdym stopniu ktoś jest zatem zarówno bodhisattwą i buddą”. Bodhisattwa powinien widzieć siebie jako buddę i w związku z tym odpowiednio się zachowywać. 
Dla samego Fazanga „nagłe nauki” były nieodzowne, gdyż noumen, „Takość”, jest poza językiem i zatem poza etapami praktyki, które w najlepszym razie mają wartość tymczasową. Praktyka nie może stworzyć stanu oświecenia, którego by nie było od samego początku i dlatego nie ma przyczynowego związku pomiędzy praktyką a oświeceniem. W świetle tego, nie ma żadnych oznak we wschodnioazjatyckim buddyzmie, aby ci, którzy przyjęli nauki „nagłe” siadali do medytacji i czekali aż wydarzy im się oświecenie. W rzeczywistości chodziło raczej o to, aby moralna i medytacyjna praktyka wydobyła to, co każdy z nas ma. 
Samadhi pieczęci oceanu
Jedną z praktyk huyan było „samadhi pieczęci oceanu” (skr. sāgramudrā samādhi lub „samadhi odbicia oceanu”). Fazang twierdził, że Sutra Awatamsaki została wygłoszona przez Buddę w drugim tygodniu po oświeceniu, gdy wciąż jeszcze siedział pod drzewem bodhi i zanurzony był w „samadhi odbicia oceanu”. Dla Fazanga „samadhi pieczęci oceanu” symbolizowało oświeconą wizję Buddy, w której w harmonijnych wzajemnych relacjach wszystkie fenomeny w całym wszechświecie pojawiają się równocześnie jakby były odbite na rozległej powierzchni spokojnego oceanu. Taka była zawartość oświecenia Buddy, którą Fazang odnosił do uwarunkowanego powstawania dharmadhatu (fajie yuanqi). 
Recytowanie sutry
Sutra Awatamsaki i jej recytowanie stały się głównym zainteresowaniem licznych chińskich świeckich buddyjskich stowarzyszeń i wydaje się, że te stowarzyszenia były głównym elementem praktyki chińskich buddystów. Pierwotnie były zakładane, aby sponsorować festiwale wegetariańskie. Rezultatem zaangażowania ludzi w takie uroczyści była „zasługa”, która wśród świeckich buddystów chińskich była najważniejszym celem. Stopniowo zaczęto zdobywać zasługi gromadząc się, aby recytować sutrę. „Zasługa” mogła być używana do wielu spraw: niesienia powodzenia dzieciom, pomocy przodkom, pomocy w przyszłym lepszym narodzeniu, lub też dobrostanu wszystkich odczuwających istot (był to najwyższy cel mahajany). Prawdopodobnie takie stowarzyszenia recytatorskie powstały w otoczeniu charyzmatycznych mnichów obdarzonych nadnaturalnymi mocami, takich jak np. Puan i Dushun, dla których codzienne śpiewanie tej sutry było główną praktyką. W ciągu kilkuset lat w ramach najlepiej zorganizowanych stowarzyszeń, rozwinęły się również i tajne stowarzyszenia, które stały się nieraz wielkim problemem dla rządu w chińskiej historii. W czasach upadku dynastii te stowarzyszenia stawały się często patronami buddyzmu.

## Szkoła huayan
- Dixin Dushun (557-640) pierwszy patriarcha
  - Yunhua Zhiyan (602-668) drugi patriarcha
    - Daocheng
    - Huiyou
    - Huixiao
    - Baocheng
    - Ŭisang (625-702) wprowadził szkołę huayan do Korei
    - Xianshou Fazang (643-712) trzeci patriarcha --------------------- Li Tongxuan (635-730) niezależny
      - Sŭngjŏn Koreańczyk
      - Huiying (zm. 712)
      - Shimsang (zm. 742) (jap. Sinjō) Koreańczyk, wprowadził szkołę huayan do Japonii
      - Huiyuan (673-743)
        - Fashen (718–778)
          - Qingliang Chengguan (733-839) czwarty patriarcha
            - Lingfeng
            - Taigong
            - Guifeng Zongmi (780-841) piąty patriarcha

Linia przekazu Dharmy huayan (linia nanfang) w XVI i XVII wieku
- Lu’an Putai

- Wuji Mingxin (1512-1574)

- Xuelang Hong’en (1545-1608)

- Yiyu Tongrun (1565-1624)
- Cangxue Duche (1588-1656)
- Tairu Minghe (1588-1640)
- Gaoyuan Mingyu